# Novella (album)
Novella è il settimo album in studio del gruppo rock progressivo britannico Renaissance, pubblicato nel 1977.

## Tracce
Side 1
1. Can You Hear Me? (Jon Camp, Michael Dunford, Betty Thatcher) – 13:38
2. The Sisters (Dunford, Thatcher, John Tout) – 7:15

Side 2
1. Midas Man (Dunford, Thatcher) – 5:47
2. The Captive Heart (Camp, Dunford) – 4:16
3. Touching Once (Is So Hard to Keep) (Camp, Dunford)) – 9:27

## Formazione
- Annie Haslam – voce, cori, percussioni
- Michael Dunford – chitarra acustica, chitarra a 12 corde, cori
- John Tout – piano, tastiera, sintetizzatore, clavinet, cori, percussioni
- Jon Camp – basso, voce (4), cori, effetti, violoncello (2)
- Terence Sullivan – batteria, percussioni, cori